# بيلي أوكسلي
بيلي أوكسلي (بالإنجليزية: Billy Oxley)‏ (4 ديسمبر 1899 في المملكة المتحدة - 1951) هو لاعب كرة قدم بريطاني (وحمل سابقاً جنسية المملكة المتحدة لبريطانيا العظمى وأيرلندا) في مركز الهجوم. لعب مع مانشستر سيتي ونادي روتشديل ونادي ساوثبورت ونادي كارلايل يونايتد ونادي ميدلزبره ونادي نورثامبتون تاون وWigan Borough F.C. ‏ ونادي بليث سبارتانز ودورهام سيتي ‏ وMerthyr Town F.C. ‏ وConsett A.F.C. ‏ وWalker Celtic F.C. ‏ ودارلينجتون إف سى.